# فلورنسا هايوارد (كاتبة)
فلورنسا هايوارد (بالإنجليزية: Florence Hayward)‏ هي كاتِبة أمريكية، ولدت في 1855 في إقليم نيو مكسيكو ‏ في الولايات المتحدة، وتوفيت في 4 يوليو 1925 في سانت لويس في الولايات المتحدة.